# Piet Ooms
Pieter Lodewijk „Piet“ Ooms (* 11. Dezember 1884 in Amsterdam; † 14. Februar 1961 ebenda) war ein niederländischer Schwimmer und Wasserballspieler.

## Karriere
Mit einer Zeit von 2 Stunden, 44 Minuten und 5 Sekunden belegte er im Juli 1907 beim Amateurwettbewerb des Freischimmwettkampfs „Quer durch Paris“ hinter John Arthur Jarvis den zweiten Platz. Zu dieser Zeit war Ooms hauptberuflich als Bureauvorstand bei den holländischen Staatsbahnen tätig.
Ooms nahm 1908 an den Olympischen Spielen in London teil. Hier scheiterte er im Wettbewerb über 1500 m Freistil als Dritter seines Vorlaufes. Mit der niederländischen Wasserballmannschaft erreichte er den vierten Rang.